# Петербургский союзный договор (1812)
Петербу́ргский сою́зный догово́р 1812 года — секретный союзный договор, заключённый между Россией и Швецией 24 марта (5 апреля) 1812 года российским императором Александром I и шведским наследным принцем Карлом. Стороны взаимно гарантировали целостность своих владений, условились высадить в ранее оккупированной Францией Померании десант для действий против Наполеоновской Франции. Россия соглашалась на присоединение Норвегии к Швеции, взамен Швеция должна была обеспечить русский десант провиантом и формой и признавала Фридрихсгамский мир, по которому к России отходило Великое Княжество Финляндское.